# 다우르
다우르(아랍어: الدور)는 이라크 살라딘 주에 위치한 도시이다. 티크리트 인근에 위치한다. 이라크 전쟁 중이던 2003년 12월 13일에 사담 후세인 전 이라크 대통령이 이 곳에서 체포되었다.